# Anameromorpha metallica
Anameromorpha metallica là một loài bọ cánh cứng trong họ Cerambycidae.